# Jylland (fregatt)
Jylland är världens enda kvarvarande skruvfregatt samt världens längsta träskepp. Hon byggdes på Orlogsværftet, där hon löpte av stapeln den 20 november 1860. Skeppsbyggare var Otto Frederik Suenson. Hon är utrustad med en tvåcylindrig liggande lågtrycksångmaskin som nästan kunde ge henne samma fart med propellrar som med segel, nämligen elva knop.
Skeppet gjorde fem resor till danska Västindien.
Under det dansk-tyska kriget deltog Jylland i slaget vid Helgoland den 9 maj 1864, under befäl av örlogskapten P. C. Holm. Jylland med Niels Juel och Heimdall överlistade två österrikiska skruvfregatter, två små preussiska kanonbåtar samt en hjulångare, men var oförmögna att bibehålla blockaden av de preussiska Nordsjöhamnarna. Jylland ådrog sig avsevärda skador under sjöslaget. Trots att Jylland stred med framgång mot en numerärt överlägsen österrikisk-preussisk eskader, lyckades Jylland dock inte vända krigslyckan till Danmarks fördel, då eskadern undgick dansk förföljelse genom att segla in i neutrala engelska farvatten, ledsagad av den brittiska skruvfregatten Aurora.
År 1874 blev skeppet inrett som kungaskepp för Kristian IX av Danmark och gjorde en resa till Island med anledning av tusenårsjubileet och införandet av begränsat självstyre i den dåvarande danska provinsen. År 1876 åtföljdes de danska och grekiska kungaparen en resa till Sankt Petersburg ombord på Jylland.
Efter en reparation 1883-1885 återinträdde skeppet i den danska flottans tjänst. Fram till år 1892 fungerade hon som övningsskepp, varefter det blev logementsskepp fram till 1908. Samma år såldes fartyget till Tyskland, där hon skulle bli upphuggen, men återköptes för 48 105 danska kronor av ett konsortium, som inte ville att "hjälten från Helgoland" skulle lida ett så nesligt öde. Avsikten var att använda skeppet som skolfartyg, men det var redan i så dåligt skick att uppgiften verkade ogenomförligt. Med nöd och näppe undgick hon skrotning 1908, men man beslutade att bevara henne. Istället återfick hon sin gamla bestyckning samt  korvetten Dagmars rigg och ingick år 1909 i en utställning om den danska hären och flottan i Århus.
Jylland såldes sedermera till godsägaren Einer Viggo Schou i Palsgård och låg för ankar vid Juelsminde fram till ägarens död 1925, varefter hon fick en något otrygg tillvaro. Slutligen låg skeppet år 1932 med kattrygg och avriggat. År 1960 bogserades Jylland till Ebeltoft. Skeppet förföll ytterligare tills hon sattes i torrdocka år 1984. Återställandet visade sig vara en stor uppgift; över 60% av skeppstimret var man tvunget att byta ut utöver riggen, bestyckningen, motorn och lös utrustning. Återställningen avslutades 1994, och skeppet visas för närvarande upp i staden Ebeltoft, Danmark. Det marknadsförs som ett av världens största träfartyg.
Idag är Jylland ett museifartyg.